# 北川一夫
北川 一夫（きたがわ かずお、1892年（明治25年）8月16日 - 1956年（昭和31年）4月9日）は、大日本帝国陸軍軍人。最終階級は陸軍中将。

## 経歴
1892年（明治25年）に広島県で生まれた。陸軍士官学校第25期、陸軍大学校第33期卒業。1937年（昭和12年）8月2日に陸軍歩兵大佐に進級し、9月23日に留守第9師団参謀長に就任した。1938年（昭和13年）に歩兵第83連隊長（第12軍・第21師団・第21歩兵団）に就任し、日中戦争に出動。徐州に駐屯し、蘇北作戦などに参加した。
1940年（昭和15年）8月に陸軍少将に進級し、長崎要塞司令官に就任した。1941年（昭和16年）11月に第35歩兵団長（北支那方面軍・第35師団）に転じ、中国戦線に復帰。開封に駐屯し、河南作戦などに参加した。1943年（昭和18年）4月に第56歩兵団長（緬甸方面軍・第15軍・第56師団）に就任し、ビルマ方面に出征。1944年（昭和19年）5月10日に独立混成第46旅団長に転じ、7月14日に陸軍中将に進級。同日第66師団長に親補され、宜蘭に司令部を置き、米軍上陸に備えた。11月2日に西部軍司令部附となり、12月1日に待命、12月2日に予備役に編入された。